# Черкаський авторемонтно-агрегатний завод
Черкаський авторемонтно-агрегатний завод (офіційно - Авторемонтно-агрегатний завод Черкаської облспоживспілки) - ремонтне підприємство у місті Черкаси. Структурний підрозділ Черкаської облспоживспілки.

## Історія
Підприємство було засновано в лютому 1970 року. Першим директором став Романов Віктор Андрійович, який очолив колектив чисельністю 450 осіб.
До 1998 року спеціалізація авторемонтно-агрегатного заводу полягала у проведенні капітальних ремонтів вантажних автомобілів та автомобільних агрегатів, полімерного покриття деяких видів обладнання, монтажу охоронно-пожежної сигналізації. З 1998 року спеціалізація підприємства розширилася, відповідно до нових ринкових вимог, працівники освоїли виготовлення нестандартного обладнання, запасних частин та інструменту, розпочали виготовлення іншої продукції.
В 2006 році колектив авторемонтно-агрегатного заводу очолив Тарасенко Василь Миколайович. Основними видами діяльності підприємства сьогодні є випуск нестандартного обладнання, різноманітних металевих конструкцій, малих архітектурних форм. Запущена лінія по виробництву металопрофілів для кріплення гіпсокартонних систем. Торговельними павільйонами, будівельними модулями, будівлями та спорудами виробництва авторемонтно-агрегатного заводу оснащені ринки міста Черкаси та області. Так, в 2007 році підприємством було проведено реконструкцію торговельних павільйонів на Центральному ринку в Черкасах, побудовано критий ринок в місті Умань. Виконані монтажно-будівельні роботи по зведенню спортивного комплексу в Київській області, монтаж металевих конструкцій  в Черкаській, Київській та Кіровоградській областях.